# Marie Therese von Österreich-Este (1849–1919)

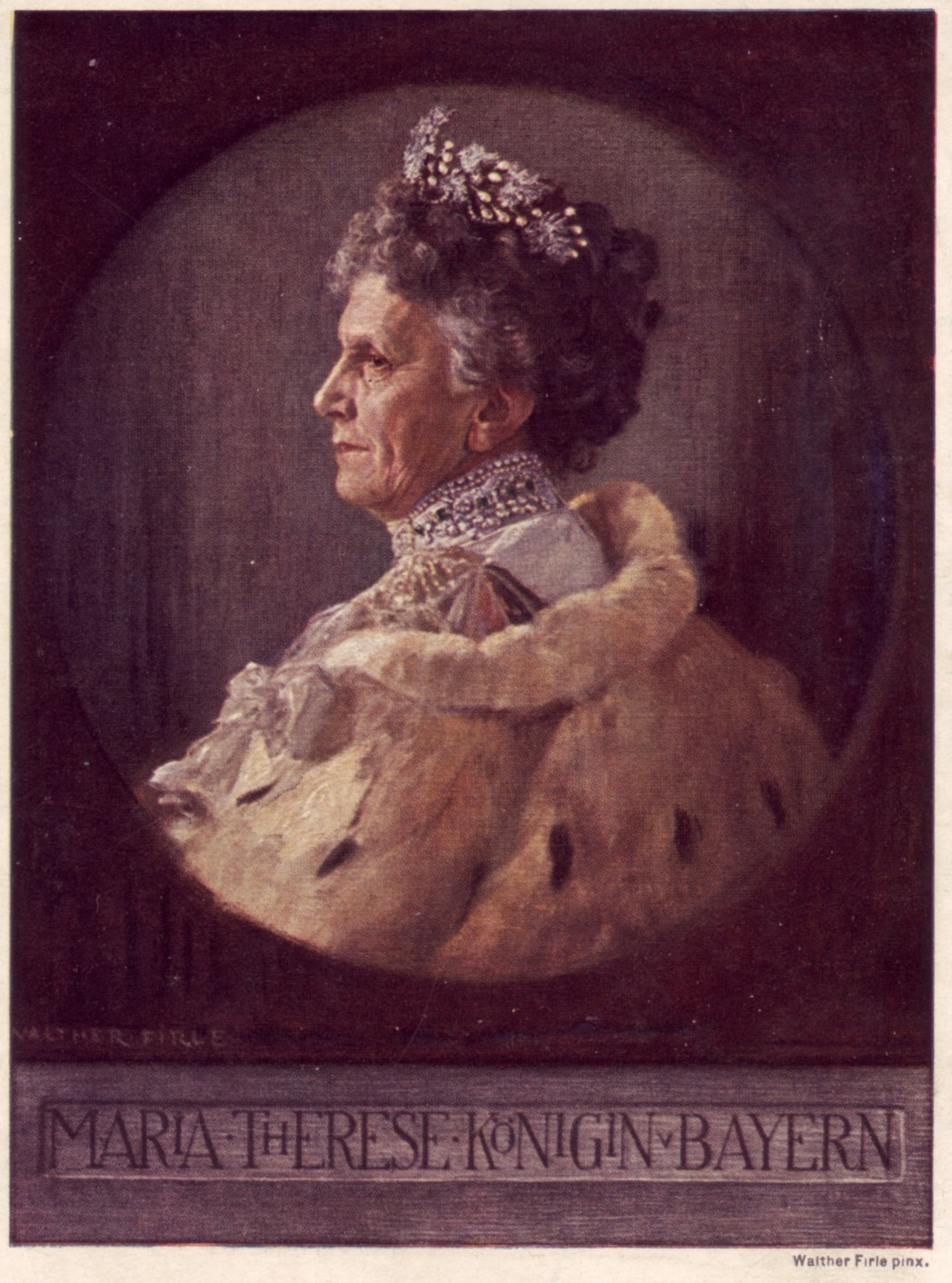
Maria Therese Königin von Bayern

Marie Therese Henriette Dorothea, auch Maria Theresia (* 2. Juli 1849 in Brünn; † 3. Februar 1919 auf Schloss Wildenwart im Chiemgau), war eine geborene Erzherzogin von Österreich-Este, Prinzessin von Modena, und vom 5. November 1913 bis 7. November 1918 als Gemahlin von König Ludwig III. die letzte Königin von Bayern.

## Leben

### Familie
Marie Therese stammte als einziges Kind aus der am 4. Oktober 1847 geschlossenen Ehe von Erzherzog Ferdinand von Österreich-Este, Prinz von Modena, und Erzherzogin Elisabeth Franziska Maria von Österreich. Marie Therese verlor ihren Vater im Dezember 1849, fünf Monate nach ihrer Geburt, als er einer Typhusepidemie zum Opfer fiel. 1854 vermählte sich ihre Mutter ein zweites Mal mit Erzherzog Karl Ferdinand von Österreich. Aus der Ehe gingen sechs Kinder hervor: Franz-Joseph (*/† 1855), Friedrich, Maria Christina, Karl Stephan, Eugen und Maria Eleonora (*/† 1864).
Marie Therese war eine Nachfahrin der Stuarts. Sie wurde deshalb von den Jakobiten nach dem Tode ihres Onkels Franz V. als rechtmäßige Inhaber des britischen Throns betrachtet und als Königin von England, Schottland, Irland und Frankreich bezeichnet. Sie hat diese Titel jedoch niemals öffentlich beansprucht. Ihre Position als Erbin des Hauses Stuart ging nach ihrem Tod an ihren Sohn Rupprecht über.

### Prinzessin von Bayern
Franz V., der Vormund Marie Thereses, hatte längst bestimmt, dass die Erzherzogin den vierzehn Jahre älteren Ferdinand, Großherzog von Toskana heiraten sollte. Doch traf Marie Therese zu Pfingsten 1867 beim Begräbnis ihrer Freundin Mathilde von Österreich in Wien den bayrischen Prinzen Ludwig, der in Vertretung seines Cousins Ludwig II. reiste, und beide verliebten sich ineinander. Dies empörte Franz V. derartig, dass Ludwigs Vater Prinz Luitpold (der spätere Prinzregent, 1886–1912), im August 1867 zu einem gemeinsamen Gespräch mit Franz nach Salzburg reiste.
Schließlich fand am 22. Oktober 1867 auf Schloss Seelowitz in Mähren die offizielle Verlobung statt. Das Schloss, dazu das Schloss Sárvár in Westungarn zwischen Neusiedler- und Plattensee, eine Mühle in Pornopat, brachte die Braut neben Geldmitteln als Heiratsgut mit in die Ehe. Nach der Verlobung wohnte das Paar bis zum 20. November im Palais Modena in Wien. Während der Bräutigam nach München zurückkehrte, reiste die Braut Ende November 1867 mit ihrer Mutter nach Prag und Brünn, wo sie den Großvater ihres zukünftigen Gemahls mütterlicherseits, Großherzog Leopold von Toskana und seine zweite Frau Maria Antonia von Neapel-Sizilien besuchte.

Maria Theresia als Prinzessin von Bayern (1908)

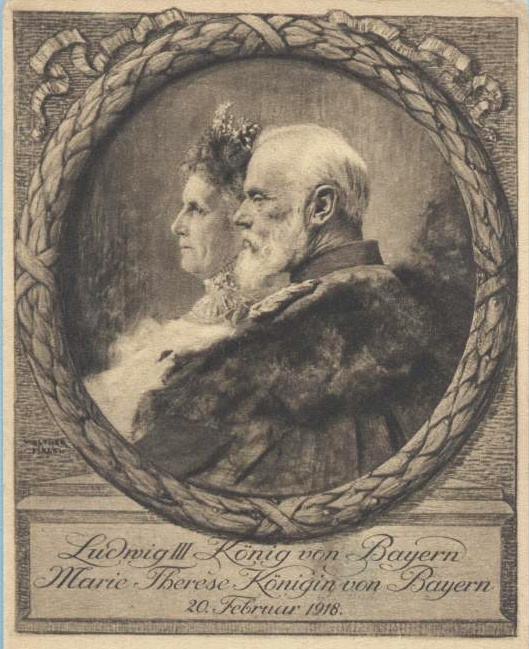
Offizielles Porträt zur Goldenen Hochzeit, 1918 (von Walther Firle)

Am 20. Februar 1868 fand die feierliche Hochzeit in der Wiener Hofburg in Anwesenheit des Kaisers Franz Joseph statt. Der Bischof von Brünn, Anton Ernst von Schaffgotsch, der Marie Therese bereits Taufe, erste Kommunion und Firmung gespendet hatte, vollzog auch die Eheschließung. Die Feierlichkeiten hatten bereits acht Tage vor der Vermählung begonnen. Der Brautstaat war im Palais des Erzherzogs Albrecht auf der Augustinerbastei öffentlich ausgestellt worden und zog ganz Wien in seinen Bann. Für den 22. Februar 1868 war der Einzug des Paares in die Residenzstadt München vorgesehen, doch wurde dabei auf jede Festlichkeit verzichtet, da mit dem Tod Ludwigs I. zu rechnen war und auch die Königin-Mutter Marie Friederike von Preußen schwer erkrankt war. Vor der Residenz begrüßten die Prinzen und Prinzessinnen das Paar, welches sich sogleich zum Krankenbett der Königin-Mutter begab.
Danach bezogen Marie Therese und Ludwig das Palais Leuchtenberg am Odeonsplatz.
Nachdem Prinzregent Luitpold am 12. Dezember 1912 verstorben war, wurde Ludwig zum neuen Prinzregenten ausgerufen, da der rechtmäßige König Otto dauerhaft regierungsunfähig war.

### Königin von Bayern
Nach einer Verfassungsänderung bestieg Ludwig am 5. November 1913 den bayerischen Thron und Marie Therese wurde Königin. Sie war zu diesem Zeitpunkt bereits 64 Jahre alt und die erste katholische Königin des Königreichs Bayern. Anfang Dezember fand anlässlich der Thronbesteigung ein Ball in der Münchner Residenz statt, zu dem auch Kaiser Wilhelm II. erschien. Nach dem Weihnachtsfest folgte 1914 der Hofball, bei dem nach 50 Jahren wieder ein Königspaar zu sehen war. Darum wurde das Fest mit allem Glanz und Prunk gefeiert.
Am 1. August 1914 gab Ludwig III. an der Seite seiner Frau vom Balkon des Wittelsbacher Palais aus die Mobilmachung bekannt. Darauf verfasste Marie Therese einen Aufruf an die bayrischen Frauen und Mädchen, in dem sie alle Frauen zur Unterstützung des Landes und der Soldaten an der Front aufrief. Außerdem funktionierte Marie Therese die Nibelungensäle in der Residenz zur „Größten Nähstube Deutschlands“ um und scharte dort die wohlhabenden Frauen Bayerns um sich, um Pakete mit Kleidungsstücken und Nahrungsmitteln für Soldaten und Verwundete anzufertigen. Sie forderte Bayerns Mädchen dazu auf, sich an ihren Töchtern Hildegard, Helmtrud und Gundeline ein Beispiel zu nehmen und Schwester beim Deutschen Roten Kreuz zu werden. Marie Therese glaubte fest an den deutschen Sieg und kümmerte sich während der gesamten Kriegszeit um Soldaten und Verwundete, besuchte Lazarette, etwa am 17. August 1915 das Reservelazarett des Würzburger Juliusspitals, und rief die Frauen unermüdlich zur Hilfe für ihre Männer auf.
Am 20. Februar 1918, mitten in den Wirren des Ersten Weltkriegs, begingen Marie Therese und Ludwig III. ihre Goldene Hochzeit. Anlässlich dieses Ereignisses spendete das Königspaar zehn Millionen Mark für wohltätige Zwecke. Die Lage in München verschlechterte sich immer mehr wegen der Kriegsverluste an der Front und der Lebensmittelknappheit; die Frauen mussten in den Fabriken immer härter arbeiten.

### Revolution und Tod
Am Abend des 7. November 1918 erklärte Kurt Eisner König Ludwig III. für abgesetzt und rief den Freistaat Bayern aus. Es folgten Massendemonstrationen durch ganz München und die Königsfamilie flüchtete auf Schloss Wildenwart. Während der König nach kurzem Aufenthalt weiter nach Anif ging und die Prinzessinnen Hildegard, Gundelinde und Wiltrud Unterschlupf bei den Bauern im Chiemgau fanden, blieb die erkrankte Königin zusammen mit Prinzessin Helmtrud als ihrer Krankenpflegerin im Schloss zurück, bevor auch der ehemalige König wieder in dieses zurückkehrte.

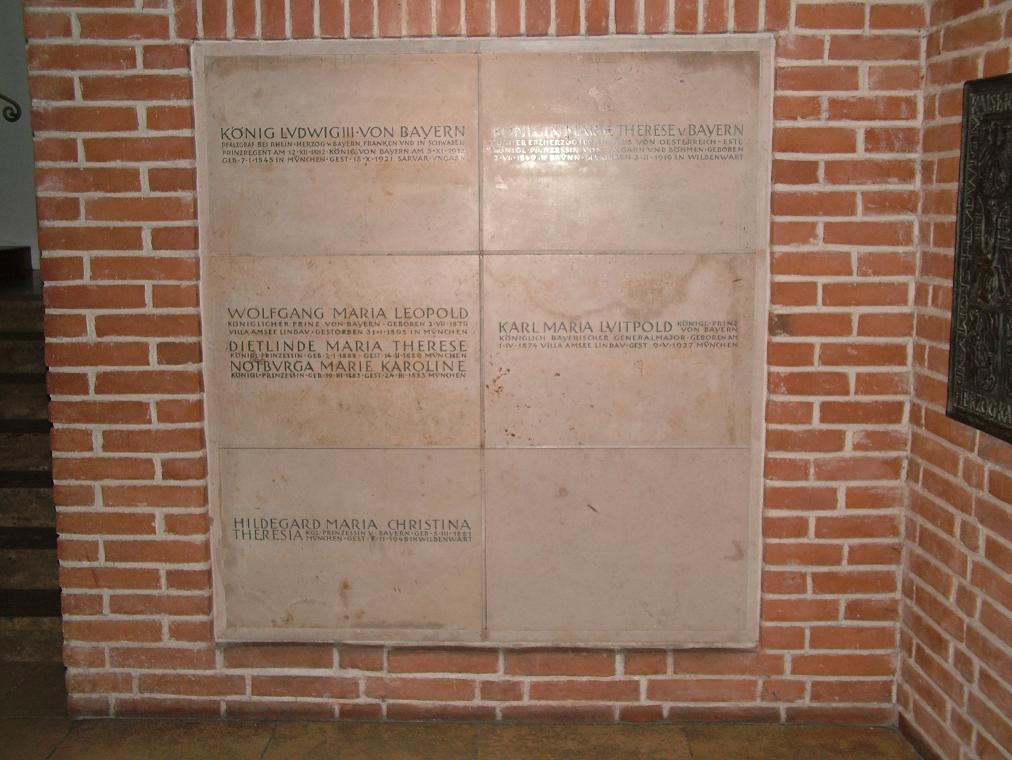
Sargwandnische in der Münchner Frauenkirche

Der erste familiäre Höhepunkt nach der Abdankung Ludwigs III. war die Verlobung der Tochter Gundelinde am 24. November 1918 mit Graf Johann Georg von Preysing-Lichtenegg-Moos. Die für den 3. Februar 1919 angesetzte Hochzeit musste verschoben werden, da sich der Gesundheitszustand der ehemaligen Königin schlagartig verschlechtert hatte und sie an eben diesem Tag verstarb. Ludwig plante, seine Frau in der Schlosskapelle zu Wildenwart beisetzen zu lassen und später nach München zu überführen.
Am 18. Oktober 1921 starb Ludwig III. auf Schloss Nádasdy in Sárvár (Westungarn). Die sterblichen Überreste Ludwigs wurden von Ungarn nach Wildenwart gebracht, wo beide Särge in der Schlosskapelle aufgebahrt waren, bevor man sie per Sonderzug nach München überführte. König Ludwig III. wurde in der Frauenkirche mit seiner Frau in der Familiengruft der Wittelsbacher beigesetzt. Nach dem Zweiten Weltkrieg wurde die Unterkirche der Münchner Frauenkirche durch Kardinal Faulhaber umgestaltet. Die Särge der dort beigesetzten Wittelsbacher wurden dabei in neue Sargwandnischen übertragen.
Marie Thereses Herz wurde getrennt bestattet und befindet sich in der Gnadenkapelle von Altötting.

## Nachkommen
Aus der Ehe mit König Ludwig III. gingen 13 Kinder hervor:
- Rupprecht (1869–1955), Kronprinz von Bayern

1. ⚭ 1900 Herzogin Marie Gabriele in Bayern (1878–1912)
2. ⚭ 1921 Prinzessin Antonia von Luxemburg und von Nassau (1899–1954)

- Adelgunde (1870–1958) ⚭ 1915 Fürst Wilhelm von Hohenzollern-Sigmaringen (1864–1927)
- Maria (1872–1954) ⚭ 1897 Ferdinand Herzog von Kalabrien (1869–1960)
- Karl (1874–1927)
- Franz (1875–1957) ⚭ 1912 Prinzessin Isabella von Croy (1890–1982)
- Mathilde (1877–1906) ⚭ 1900 Prinz Ludwig Gaston von Sachsen-Coburg und Gotha (1870–1942)
- Wolfgang (1879–1895)
- Hildegard (1881–1948)
- Notburga (*/† 1883)
- Wiltrud Marie Alix (1884–1975) ⚭ 1924 Herzog Wilhelm II. von Urach (1864–1928)
- Helmtrud (1886–1977)
- Dietlinde (1888–1889)
- Gundelinde (1891–1983) ⚭ 1919 Graf Johann Georg von Preysing-Lichtenegg-Moos (1887–1924)

## Dokumentarfilme
- Königin Marie Therese (= Königreich Bayern. Folge 4). Drehbuch: Eva Severini. Deutschland 2005.[5]